# Polska Jest Jedna
Polska Jest Jedna (PJJ) – polska prawicowa partia polityczna zarejestrowana 9 lutego 2023, powołana na bazie ruchu założonego 25 września 2021 przez Rafała Piecha, prezydenta Siemianowic Śląskich. Została wyrejestrowana 18 listopada 2024, kontynuując następnie działalność jako stowarzyszenie Panem Jest Jezus.

## Historia
Ruch społeczny PJJ powstał na kanwie protestów przeciwko ograniczeniom podczas pandemii COVID-19. Wśród założycieli, oprócz Rafała Piecha, znaleźli się m.in. Anna Siarkowska (ówczesna posłanka klubu PiS, a następnie Konfederacji), były poseł Jan Łopuszański (prezes Porozumienia Polskiego), Zbigniew Hałat (były wiceminister zdrowia i główny inspektor sanitarny), dziennikarz Jan Pospieszalski oraz działacze społeczni Karolina i Tomasz Elbanowscy (w 2022 powołano stowarzyszenie i fundację PJJ, postawione potem w stan likwidacji). W grudniu 2022 węższe środowisko złożyło wniosek o rejestrację partii politycznej, której przewodniczącym został Rafał Piech, I wiceprzewodniczącym Piotr Klein, II wiceprzewodniczącym Krzysztof Olszewski, a sekretarzem Jarosław Mirończuk. Sąd wpisał partię do ewidencji 9 lutego 2023. W czerwcu tego samego roku odbył się w Warszawie kongres programowy.
W wyborach parlamentarnych w 2023 PJJ została jednym z siedmiu tzw. komitetów ogólnopolskich. Zarejestrowała listy w 39 z 41 okręgów w wyborach do Sejmu. Znaleźli się na nich członkowie PJJ oraz osoby bezpartyjne, ponadto jeden członek PSL. Lider partii Rafał Piech otworzył listę w okręgu nowosądeckim. Wśród kandydatów znaleźli się też m.in. radny klubu PiS w sejmiku kujawsko-pomorskim Marek Hildebrandt (były działacz Porozumienia) i Stanisław Gudzowski (były poseł LPR). Ugrupowanie wystawiło także czworo kandydatów do Senatu (w tym posłankę klubu PiS Małgorzatę Janowską, należącą do Partii Republikańskiej). Poparcia PJJ udzieliły Samoobrona, Kongres Nowej Prawicy i związany z KNP PolExit. W wyborach do Sejmu partia uzyskała 1,63% (zajmując 7. miejsce) i nie przekroczyła 5%-owego progu wyborczego. Spośród jej kandydatów do Senatu jeden zajął przedostatnie, a pozostali ostatnie miejsca w okręgach.
26 stycznia 2024 lider ugrupowania Rafał Piech razem z dziennikarzami i publicystami Witoldem Gadowskim i Wojciechem Sumlińskim powołali działające przy partii Polska Jest Jedna stowarzyszenie Ruch Obrony Polaków.
W wyborach samorządowych w 2024 PJJ nie powołała partyjnego komitetu, jednak współtworzyła w niektórych miejscach lokalne komitety, w szeregu przypadków wraz z Konfederacją. Ubiegający się o reelekcję na prezydenta Siemianowic Śląskich przewodniczący partii Rafał Piech wszedł do II tury wyborów, w której wygrał z kandydatką Koalicji Obywatelskiej Anną Zasadą-Chorab. Działacze PJJ wystartowali także na prezydentów Rzeszowa i Mielca (zajmując ostatnie miejsca), ponadto czterech członków partii kandydowało na burmistrzów i jeden na wójta (zajmując ostatnie lub przedostatnie lokaty).
W wyborach do Parlamentu Europejskiego w tym samym roku kandydaci PJJ wystartowali we wszystkich okręgach z 4. miejsc na listach Konfederacji (m.in. wiceszef PJJ Piotr Klein, bezpartyjny poseł Konfederacji Grzegorz Płaczek oraz kończący w czasie rejestracji list zasiadanie w sejmiku świętokrzyskim niezależny radny Artur Konarski), ponadto członek partii wystartował także z 5. miejsca listy Konfederacji w okręgu kujawsko-pomorskim, a inny z 2. miejsca pomorskiej listy PolExit-u. Żaden z kandydatów z ramienia PJJ nie uzyskał mandatu na posła do Parlamentu Europejskiego. Partia po wyborach postanowiła kontynuować współpracę z Konfederacją. Grzegorz Płaczek nie pozostał związany z PJJ, przystępując do Nowej Nadziei.
Z powodu złożenia przez PJJ po wymaganym terminie sprawozdania finansowego za 2023 rok, Państwowa Komisja Wyborcza została zobligowana do skierowania wniosku do Sądu Okręgowego w Warszawie o wyrejestrowanie partii, które nastąpiło 18 listopada 2024. Środowisko formacji kontynuowało działalność jako stowarzyszenie Panem Jest Jezus (także pod przywództwem Rafała Piecha). Jednocześnie Rafał Piech zapowiedział odwołanie od decyzji sądu o wyrejestrowaniu partii. Jeszcze przed prawomocnym wyrejestrowaniem partii (które nastąpiło w 2025) Piotr Klein został zarejestrowany jako jej przewodniczący w miejsce Rafała Piecha. W II turze wyborów prezydenckich w 2025 stowarzyszenie Panem Jest Jezus poparło Karola Nawrockiego.

## Program
Ugrupowanie posługiwało się hasłem „Bóg, Rodzina, Ojczyzna”. Założenia ideowe partii opierały się na obronie wartości narodowych i konserwatywnych. Partia skupiała się na czterech obszarach: rozwiązaniach dla przedsiębiorców, rolnictwie, energetyce i prawach osób niepełnosprawnych. Proponowała m.in. dobrowolny ZUS dla przedsiębiorców na okres 3 lat oraz uzależnienie wysokości składki zdrowotnej od przychodu. W rolnictwie popierała m.in. rozszerzenie zasad wolnego rynku dla lokalnych producentów żywności, a także promowanie polskiej żywności oraz odpowiednie jej znakowanie. W energetyce postulowała zachowanie energetyki opartej na węglu oraz na źródłach geotermalnych. Partia chciała także zwiększenia zasiłku pielęgnacyjnego i świadczenia pielęgnacyjnego oraz umożliwienia pracy opiekunom osób niepełnosprawnych. Podkreślała sens członkostwa Polski w Unii Europejskiej jedynie przy korzystnej współpracy.

## Władze partii (przed wyrejestrowaniem)
Przewodniczący:
- Rafał Piech

Wiceprzewodniczący:
- Piotr Klein

Sekretarz:
- Sylwia Pawełczak

## Wyniki wyborcze

### Wybory parlamentarne
| Wybory | Sejm    | Sejm      | Sejm  | Sejm    | Sejm    | Senat   | Senat   |
| Wybory | Głosy   | Głosy     | Głosy | Mandaty | Mandaty | Mandaty | Mandaty |
| Wybory | Liczba  | %         | +/−   | Liczba  | +/−     | Liczba  | +/−     |
| ------ | ------- | --------- | ----- | ------- | ------- | ------- | ------- |
| 2023   | 351 099 | 1,63 (7.) | –     | 0/460   | –       | 0/100   | –       |